# ヤシの木のように/カラーバリエーション/君との夏
「ヤシの木のように/カラーバリエーション/君との夏」（やしのきのように/カラーバリエーション/きみとのなつ）はケツメイシのメジャー30枚目・通算33枚目のシングル。

## 解説
CD・CD+DVDの2形態で発売。デビュー15周年を迎えた2016年の第2弾シングル。第1弾「友よ 〜 この先もずっと…」から3ヶ月を経て、グループ初のトリプルA面シングルとして発売された。ミュージック・ビデオも3曲全て制作されている。

## 収録曲

### CD
全作詞：ケツメイシ
1. ヤシの木のように
  - 作曲：ケツメイシ・無敵DEAD SNAKE・L-m-T　4分56秒
2. カラーバリエーション
  - 作曲：ケツメイシ・田尻知之・本澤尚之　4分10秒
3. 君との夏
  - 作曲：ケツメイシ・田尻知之・本澤尚之　4分35秒

### DVD
1. ヤシの木のように MV
2. ヤシの木のように MV Making
3. カラーバリエーション MV
4. 君との夏 MV

## タイアップ
- カラーバリエーション：テレビ朝日系「グ・ラ・メ!～総理の料理番～」主題歌[3]
- 君との夏：「キットカット ショコラトリー」イメージ・ソング